# Viscontiové
Viscontiové, italsky Visconti / [viskonti] byl italský a jeden z nejstarších evropských šlechtických rodů. Pocházeli z Milána (Milánského vévodství) a ovládali Lombardii a alpské regiony Tyrolska. Členové tohoto rodu zastávali v minulosti nejvýznamnější státní úřady a posty v Itálii.

## Znak a heslo rodu

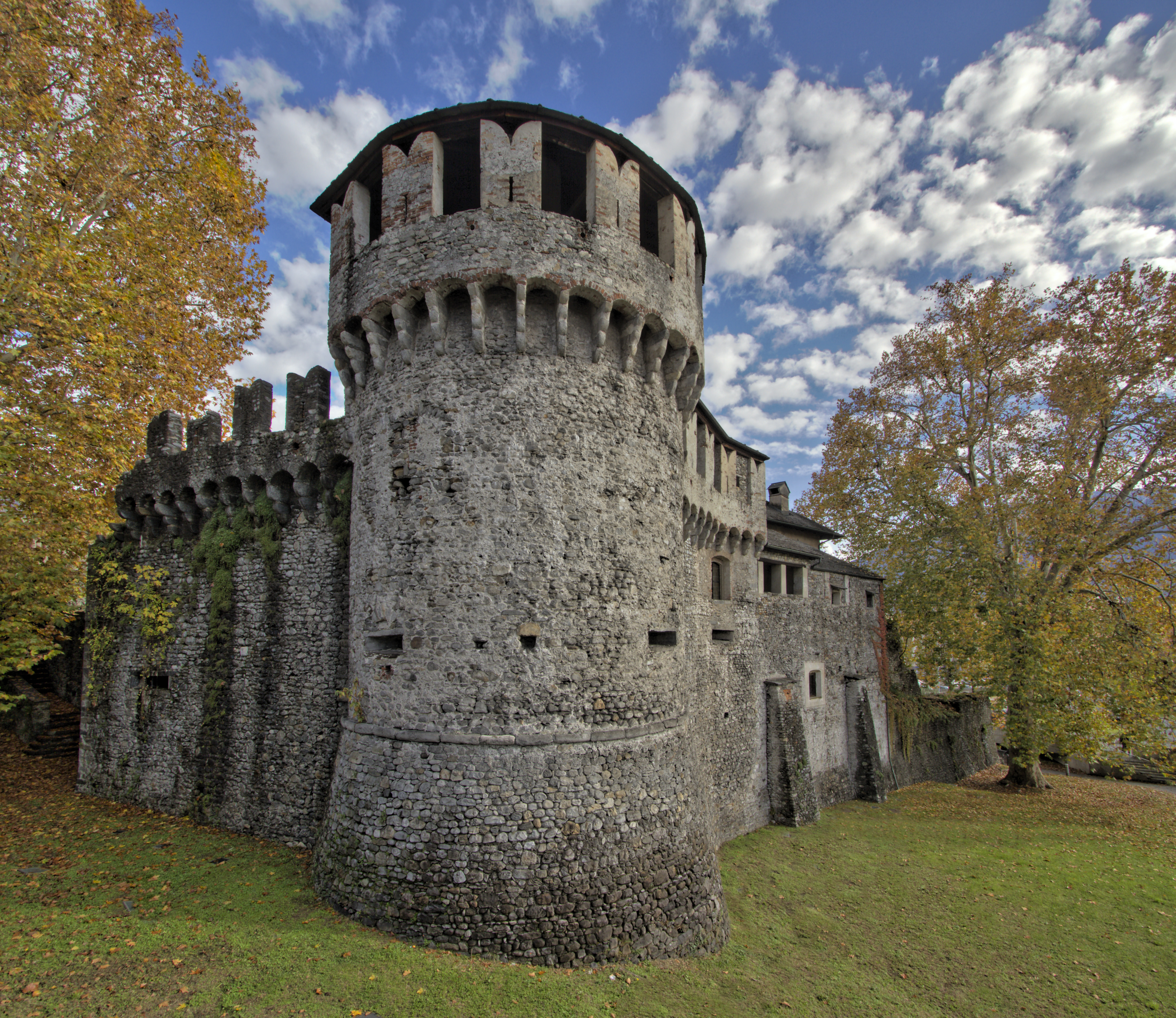
Castello Viscontio, Locarno

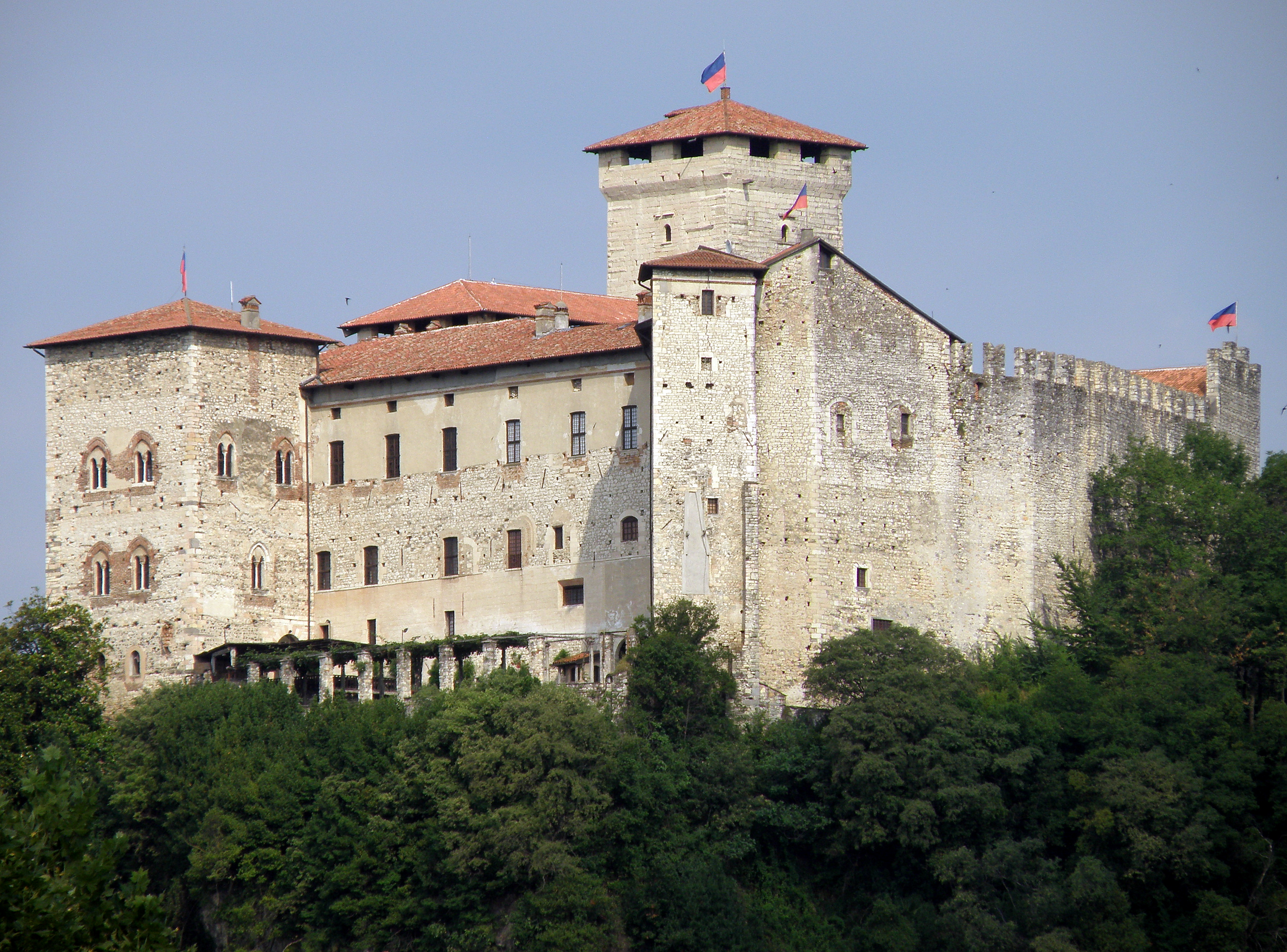
Angera: hrad Rocca Borromeo

Ve znaku je drak rodící dítě. Syn draka se symbolicky také musí stát drakem, to jest dravcem. Heslem rodu je latinská devisa Vipereos mores non violabo, česky:Nebudu porušovat zvyky draka.

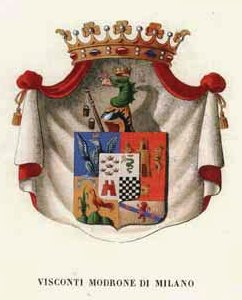
Znak rodu Visconti di Modrone

## Milánští panovníci
Viscontiové byli vládci původem z území severní Itálie a dnešního jižního Švýcarska, jejich panství se rozkládalo mezi jezery Lago di Como a Lago Maggiore. Svůj rodokmen odvozovali od Desideria, posledního krále Langobardů. V 11. století ovládli území kolem jezera Como a Lago Maggiore. Roku 1277 opět 1281 v čele ghibelliů porazili guelfy, jimž vládla rodina della Torre. Byli panovníky Milánského vévodství v letech 1277 až 1395. V tomto roce římský král a český král Václav IV. udělil Gianu Galeazzu Viscontiovi kromě vévodského titulu, také hodnost císařského vikáře.
Milánský panovnický rod vymřel osobou Filippem Mariou v roce 1447. Po jeho smrti milánské knížectví ovládla rodina jeho švagra Sforzy, s nímž nastal úpadek.

### Osobnosti rodu
- Galeazzo I. Visconti (1277–1328) – milánský vladař
- Bernabò Visconti (1323–1385) – milánský vévoda
- Luchino Visconti (milánský pán) – v letech 1339–1349 vládce Milána
- Ottone Visconti (1207-1295) - kardinál, vlivný stoupenec papežů, vybojoval hrad v Angeře
- Viridis Visconti (asi 1350–1414) – rakouská vévodkyně
- Valentina Visconti (1371–1408) – vévodkyně z Orléans
- Filippo Maria Visconti (1392-1447) - milánský vévoda
- Alfonso Visconti (1552–1608) – kardinál
- Annibale Visconti (1660–1747), polní maršál císařské armády
- Antonio Visconti (1713–1788), kardinál, diplomat Papežského státu

## Visconti di Modrone
Jedna z bočních větví rodu přežívá dodnes. Jde o potomky Uberta Viscontiho (ca 1280-1315), bratra milánského vládce Mattea I. (konec 13. století), kteří získali i vévodký titul pro hlavu rodu. K této větvi Visconti di Modrone patří např.:
- Luchino Visconti (1906-1976), filmový režisér
- Leonardo Visconti di Modrone (*1947), italský diplomat